# Oscar Xavier Schlömilch
Oscar (Oskar) Xavier Schlömilch (Weimar, 13 aprile 1823 – Dresda, 7 febbraio 1901) è stato un matematico tedesco, noto per i suoi contributi all'analisi matematica.
Studiò matematica e fisica a Jena, Berlino e Vienna e nel 1842 ottenne un dottorato dalla Università di Jena. In questa università insegnò successivamente, fino al 1849 quando divenne professore al Politecnico di Dresda nel 1849.
Egli è noto come eponimo della funzione di Schlömilch, una funzione speciale simile alla funzione di Bessel. 
A lui si deve la soluzione del problema del numero dei politopi regolari in uno spazio con un qualsiasi numero di dimensioni.
Egli inoltre fu un importante autore di testi matematici: particolarmente influente fu il suo Lehrbuch der Analysis, testo con il quale introdusse in Germania la rigorosa impostazione dell'analisi dovuta a Cauchy.
Egli inoltre fu curatore del periodico Zeitschrift für Mathematik und Physik, rivista della quale era stato fra i fondatori nel 1856 e che in quel periodo veniva soprannominata Schlömilchsche Zeitschrift.
Egli fu il primo a pubblicare nel 1868 il paradosso dell'area scomparsa, che tuttavia era stato inventato in precedenza da Sam Loyd.

## Pubblicazioni
- Handbuch der mathematischen Analysis, 1845
- Handbuch der Differential- und Integralrechnung, 1847
- Theorie der Differenzen und Summen Ein Lehrbuch, 1848
- Analytische Studien: Theorie der Gammafunktionen, 1848
- Die allgemeine Umkehrung gegebener Funktionen, 1849
- Mathematische Abhandlungen, 1850
- Die Reihenentwickelungen der Differenzial- und Integralrechnung, 1851
- Handbuch der algebraischen Analysis, 1851
- Der Attractionscalcül, 1851
- Compendium der höheren Analysis, 1853
- Lehrbuch der analytischen Geometrie, bearb. von O. Fort und O. Schlömilch, 1855
- Grundzüge einer wissenschaftlichen Darstellung der Geometrie des Maases, 1859
- Compendium der höheren Analysis Erster Band, 1862
- Compendium der höheren Analysis : in zwei Bänden[collegamento interrotto], 1862